# Урмакаев, Олег Сяитович
Олег Сяитович Урмакаев (род. 14 января 1965) — советский и российский легкоатлет, специалист по многоборьям. Наивысших успехов добился в середине 1980-х — начале 1990-х годов, победитель и призёр первенств всесоюзного значения. Представлял Москву и физкультурно-спортивное общество «Динамо». Мастер спорта России. Тренер по лёгкой атлетике.

## Биография
Олег Урмакаев родился 14 января 1965 года. Занимался лёгкой атлетикой в Москве, выступал за физкультурно-спортивное общество «Динамо».
Впервые заявил о себе на всесоюзном уровне в сезоне 1986 года, когда принял участие в IX летней Спартакиаде народов СССР в Ташкенте, где установил свой личный рекорд в программе прыжков в высоту — 2,23 метра.
В 1988 году на зимнем чемпионате СССР по многоборьям в Перми в восьмиборье с результатом в 6496 очков выиграл бронзовую медаль, уступив украинцам Павлу Тарновецкому и Ивану Бабию.
В 1990 году на зимнем чемпионате СССР по многоборьям в Минске в семиборье показал результат 5854 очка и вновь стал бронзовым призёром, при этом его обошли россияне Алексей Лях и Николай Афанасьев.
После распада Советского Союза Урмакаев ещё в течение некоторого времени оставался действующим спортсменом и продолжал участвовать в различных всероссийских турнирах. Так, в 1993 году он занял четвёртое место на соревнованиях в Краснодаре, установив свой личный рекорд в десятиборье — 7630 очков.
В 1994 году окончил Российскую государственную академию физической культуры. Впоследствии работал тренером в Центре спортивной подготовки сборных команд России и в Спортивной школе олимпийского резерва «Юность Москвы», занимал должность старшего тренера резервного состава сборной России по многоборьям.